# Liste der Stolpersteine in Herschberg
In der Liste der Stolpersteine in Herschberg werden die vorhandenen Gedenksteine aufgeführt, die im Rahmen des Projektes Stolpersteine des Künstlers Gunter Demnig bisher in Herschberg verlegt worden sind.

## Verlegte Stolpersteine
| Bild                        | Inschrift                                                                                             | Adresse                                                                | Verlegedatum  | Anmerkung                                |
| --------------------------- | --- | ---------------------------------------------------------------------- | ------------- | ---------------------------------------- |
| Stolperstein Hermann Weiler | Hauptstraße 33 wohnte Hermann Weiler Jg. 1883 deportiert 22.10.1940 Gurs ermordet 1942 in Auschwitz   | Eingang der Bürgerhalle Herschberg, Thaleischweiler Str. 31 (Standort) | 24. Feb. 2012 | geboren am 23. Dezember 1883 in Gemünden |
| Stolperstein Emma Weiler    | Hauptstraße 33 wohnte Emma Weiler geb. Moses Jg. 1880 deportiert 22.10.1940 Gurs tot 2.12.1942 in Noé | Eingang der Bürgerhalle Herschberg, Thaleischweiler Str. 31 (Standort) | 24. Feb. 2012 | geboren am 15. Januar 1880 in Herschberg |